# San Juanito (kommun)
San Juanito är en kommun i Colombia.   Den ligger i departementet Meta, i den centrala delen av landet, 50 km öster om huvudstaden Bogotá. Antalet invånare är 1 864.